# بردک هایتس (مریلند)
بردک هایتس (به انگلیسی: Braddock Heights) شهری در ایالت مریلند کشور ایالات متحده آمریکا است که جمعیت آن در سرشماری سال ۲۰۱۰ میلادی، ۲٬۶۰۸ نفر بوده‌است.